# اتال
اتال (به آلمانی: Ettal) یک شهر در آلمان است که در بایرن واقع شده‌است.

## خصوصیات
اتال ۱۴۰٫۷۵ کیلومترمربع مساحت دارد ۸۷۷ متر بالاتر از سطح دریا واقع شده‌است.